# Alan Dean Foster
Alan Dean Foster, född 18 november 1946, är författare av science fiction och fantasy från USA. Foster har bland annat skrivit science fiction-serien Humanx Commonwealth, och övriga böcker som utspelar sig i det universum som där beskrivs. Han har också skrivit böcker baserade på filmer inom Star Wars, Transformers och Star Trek, däribland Log-serien. I fantasy-genren har han bland annat skrivit Spellsinger-serien. Foster har dessutom skrivit böcker utifrån ett flertal filmer, såsom Alien, Aliens, Alien 3, Alien Nation, Dark Star, Outland, Det svarta hålet, Gudarnas krig, The Thing, Krull, Starman och Terminator Salvation.